# Giovanni Battista Cavalcaselle

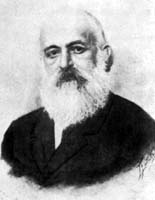
Giovanni Battista Cavalcaselle

Giovanni Battista Cavalcaselle (* 22. Januar 1819 in Legnago; † 31. Oktober 1897 in Rom) war ein italienischer Zeichner und Maler sowie Kunsthistoriker und Kunstkenner.

## Leben
Cavalcaselle war ein Sohn von Pietro Cavalcaselle und dessen Frau Elisabetta Rosina. Er studierte zunächst für einige Zeit Ingenieurwesen und schrieb sich anschließend an der Akademie der Schönen Künste in Venedig ein, um die Malerei zu erlernen. Da er mehr Neigung zu kunsthistorischen Studien empfand, besuchte er das Museum öfter als die Zeichenschule. Er wollte auch keine regelmäßigen Studiengänge absolvieren und verließ, sobald er die künstlerischen Techniken beherrschte, die Akademie wieder. Er gab die Malerei zunächst auf und ging nach Padua, um Ingenieur zu werden. In Mailand lernte er bei Serri, besuchte dann die Toscana und Rom und befasste sich nach und nach mit den Meisterwerken der italienischen Kunst  des 14. bis 16. Jahrhunderts. Er hatte mit dem für das Studium bestimmten Geld Reisen durch Venetien und weitere Gebiete Italiens unternommen, hatte Kirchen, Klöster, Paläste sowie öffentliche und private Kunstgalerien besucht und dabei Skizzen von Kunstwerken in seinen Reiseheften oder auf losen Blättern angefertigt und zahlreiche Dokumente abgeschrieben.
1846 kam er über das Trentino und Tirol nach München, wo er sich für einige Zeit aufhielt. Er lernte 1847 bei einer Reise in einem Postwagen seinen späteren Freund und Mitarbeiter Joseph Archer Crowe kennen. Er bereiste Deutschland und besuchte unter anderem Dresden, Leipzig und Berlin, wo er Crowe wieder traf. Als er im Frühjahr 1848 den Rhein hinauf nach Holland oder Belgien fuhr, erreichte ihn die Nachricht vom Aufstand der Lombardei und Venetiens. Er verstaute all seine Aufzeichnungen und  Papiere in einem Koffer, schickte diesen zu seiner Familie in Legnago schickte und kehrte in seine Heimat zurück. In Padua trat er in das von Alberto Cavalletto kommandierte Bataillon der Legion der venezianischen Studenten und Freiwilligen ein. Cavalcaselle soll in Piacenza (oder Cremona) von den Österreichern verhaftet und zum Tode verurteilt worden sein, konnte jedoch gerettet werden oder fliehen, ehe das Urteil vollstreckt wurde. Da er sich an der Revolution beteiligt hatte, musste er seine Heimat verlassen. Über Frankreich reiste er nach England. Auf dem Weg traf er in Paris zufällig wieder mit Crowe zusammen und hielt sich 1850 in London auf. Beide wohnten hier lange Zeit zusammen und schrieben gemeinsam die Early Flemish painters.
Cavalcaselle betätigte sich gelegentlich als Restaurator und erstellte Gutachten für die National Gallery oder fertigte Zeichnungen für den Kunsthistoriker George Scharf. Er wurde auch bei Zuschreibungsfragen und als Kunstagent aufgesucht, so wandte sich Sir Charles Lock Eastlake 1851, um seine Expertise für den Catalog of the paint in the permanent Gallery of Art in Liverpool einzuholen. 1853 arbeitete er für das Select Committee der National Gallery und befasste sich in den Jahren 1857 bis 1861 im Auftrag von Eastlake und anderen auf seiner Reise nach Italien mit Recherchen für eine Neuausgabe von Giorgio Vasaris Le vite de’ più eccellenti pittori, scultori e architettori. Für diese Aufgabe besuchte er Archive und nahm Kontakt zu Giuseppe B. Campori, Pietro Giordani und Atto Vannucci auf. Das Projekt musste schließlich aufgrund der Menge an neuem Material wieder aufgegeben werden.
Während Crowe von 1853 bis 1856 in der Türkei verweilte, besuchte Cavalcaselle Spanien und kehrte 1858 nach Italien zurück. Ab 1860 widmete er sich gemeinsam mit Crowe der Erstellung des gemeinsamen Werkes zur Geschichte der Malerei in Italien. Im Jahr 1861 arbeitete er mit Giovanni Morelli für ein großes Inventarwerk über die Kunstwerke in den Marken und in Umbrien zusammen. 1862 eröffnete Cavalcaselle innerhalb des Ministero della Pubblica Istruzione ein Büro zur Verwaltung der nationalen Kulturgüter. Seit 1867 war er Inspektor des Museo Nazionale del Bargello in Florenz und von 1870 bis 1893 war er als Inspektor für Kunstangelegenheiten im Ministerium der öffentlichen Erziehung in Rom tätig.

## Schriften (Auswahl)
- Mit Joseph Archer Crowe: The Early Flemish Painters. London 1857 (auf Deutsch als Geschichte der altniederlaendischen Malerei, übersetzt von Anton Springer, 1875 in Leipzig erschienen, archive.org).
- Mit Joseph Archer Crowe: A New History of Painting in Italy from the Second to the Sixteenth Century. 3 Bände, London 1864–1866 (In 6 Bänden unter dem Titel Geschichte der italienischen Malerei, übersetzt von Max Jordan, 1869 bis 1876 in Leipzig erschienen, archive.org, archive.org, archive.org, archive.org, archive.org, archive.org).
- Mit Joseph Archer Crowe: A History of Painting in north Italy, Venice, Padua, Vicenza, Verona, Ferrara, Milan, Friuli, Brescia. 2 Bände, J. Murray, London 1871 (archive.org, archive.org).
- Sul più autentico ritratto di Dante. Florenz 1865.
- Sulla conservazione dei monumenti ed oggetti di belle arti e sulle riforme dell’ insegnamento academico. Rom 1875.